# (38805) 2000 RL65
2000 RL65 (asteroide 38805) é um asteroide da cintura principal. Possui uma excentricidade de 0.15419990 e uma inclinação de 6.93907º.
Este asteroide foi descoberto no dia 1 de setembro de 2000 por LINEAR em Socorro.